# Rumex uludaghensis
Rumex uludaghensis är en slideväxtart som beskrevs av Karl Heinz Rechinger. Rumex uludaghensis ingår i släktet skräppor, och familjen slideväxter. Inga underarter finns listade i Catalogue of Life.